# Sviluppo sostenibile
Per sviluppo sostenibile si intende uno sviluppo che soddisfi sia le esigenze della generazione attuale sia di quelle future e anche dell'ambiente. Può essere indicato anche come sviluppo durevole.
Tante sono le organizzazioni pubbliche e private che adottano i bilanci sociali o report di sostenibilità per essere in linea con gli obiettivi di sviluppo sostenibile delle Nazioni Unite.
L'economia sostenibile non è orientata soltanto al profitto, ma al benessere e al miglioramento della qualità della vita, alcune organizzazioni internazionali sono arrivate ad adottare il cosiddetto "bilancio integrato" che unisce la rendicontazione delle attività finanziarie con quella delle attività non finanziarie (bilanci sociali). In questo approccio il concetto di sostenibilità deve essere parte centrale e fondamentale dello sviluppo sociale, economico e ambientale di tutte le Nazioni.
I Paesi a economia in via di sviluppo sono quelli che più necessitano di modelli di economia circolare e, allo stesso tempo, di tutela dei diritti.

## Storia
Nel 1973 la crisi petrolifera scosse l'economia mondiale, poiché a seguito della guerra fra Israele e Paesi arabi, questi ultimi decisero di diminuire le esportazioni di petrolio verso l'Occidente e di aumentarne il prezzo per fare pressioni sugli Stati Uniti e l'Europa in favore della causa palestinese. 
Diversi Paesi del mondo si trovarono ad affrontare una grave crisi finanziaria; infatti come conseguenza dell'aumento del costo del petrolio aumentarono i costi dell'energia e quindi l'inflazione. La conseguenza della crisi energetica del '73 fu l'applicazione di politiche di austerità da parte di vari Paesi nel mondo, che presero misure drastiche per limitare il consumo di energia.
La crisi petrolifera rappresentò per l'Occidente un'occasione di riflessione sull'uso delle fonti rinnovabili che vennero per la prima volta prese in considerazione, in alternativa ai combustibili fossili come il petrolio. La crisi, dunque, portò i paesi occidentali a interrogarsi per la prima volta riguardo ai fondamenti della civiltà industriale e riguardo alla problematicità del suo rapporto con le risorse limitate del pianeta. Nel 1972, inoltre, era stato pubblicato da parte di alcuni studiosi del Massachusetts Institute of Technology il rapporto sui Limiti dello sviluppo, commissionato dal Club di Roma. Tale rapporto riportava l'esito di una simulazione al computer delle interazioni fra popolazione mondiale, industrializzazione, inquinamento, produzione alimentare e consumo di risorse nell'ipotesi che queste stessero crescendo esponenzialmente con il tempo.
Dalla simulazione veniva messo in evidenza che la crescita produttiva illimitata avrebbe portato al consumo delle risorse energetiche e ambientali. Il rapporto sosteneva, inoltre, che era possibile giungere a un tipo di sviluppo che non avrebbe portato al totale consumo delle risorse del pianeta. Dunque, l'idea di un modello di crescita economica che non consumasse tutte le risorse ambientali e le rendesse disponibili anche per il futuro si fa strada a partire dalla prima metà degli anni settanta, e infatti proprio nel giugno del 1972 si tenne la Conferenza ONU sull'Ambiente Umano.
Alla fine degli anni ottanta l'oncologo svedese Karl-Henrik Robèrt coordinò un ampio processo di creazione di consenso nella comunità scientifica per dare una definizione sistemica-globale e operativa di sostenibilità, le Condizioni di Sistema, che comprendono sia aspetti ecologici sia sociali. Tale definizione consente di rendere concreti i principi teorici dello sviluppo sostenibile, ed è la base di processi partecipativi efficaci. Da quel processo emerse il Framework di Sviluppo Sostenibile Strategico, noto anche come The Natural Step framework, adottato dai primi anni novanta da migliaia di organizzazioni nel mondo. La prima azienda ad adottare il framework fu IKEA, dal 1990. Circa un quarto dei comuni svedesi adottano questa definizione per la loro pianificazione. Il Comune di Whislter, Columbia Britannica, Canada, che ha ospitato le Olimpiadi invernali del 2010 e ha adottato il Framework di The Natural Step dal 2001, ha vinto il LivCom Award, come miglior esempio al mondo di pianificazione per il futuro.
Una successiva definizione di sviluppo sostenibile, in cui è inclusa una visione globale, è stata fornita, nel 1991, dalla World Conservation Union, UN Environment Programme and World Wide Fund for Nature, che lo identifica così:
Nello stesso anno l'economista Herman Daly definisce lo sviluppo sostenibile come « [...] svilupparsi mantenendosi entro la capacità di carico degli ecosistemi» e quindi secondo le seguenti condizioni generali, concernenti l'uso delle risorse naturali da parte dell'uomo:
- il peso dell'impatto antropico sui sistemi naturali non deve superare la capacità di carico della natura;
- il tasso di utilizzo delle risorse rinnovabili non deve essere superiore alla loro velocità di rigenerazione;
- l'immissione di sostanze inquinanti e di scorie non deve superare la capacità di assorbimento dell'ambiente;
- il prelievo di risorse non rinnovabili deve essere compensato dalla produzione di una pari quantità di risorse rinnovabili, in grado di sostituirle.

In tale definizione, viene introdotto anche un concetto di "equilibrio" auspicabile tra uomo ed ecosistema, alla base di un'idea di economia per la quale il consumo di una determinata risorsa non deve superare la sua produzione nello stesso periodo. Nel 1994, l'ICLEI (International Council for Local Environmental Initiatives) ha fornito un'ulteriore definizione di sviluppo sostenibile: «Sviluppo che offre servizi ambientali, sociali ed economici di base a tutti i membri di una comunità, senza minacciare l'operabilità dei sistemi naturali, edificato e sociale da cui dipende la fornitura di tali servizi». Ciò significa che le tre dimensioni, economica, sociale e ambientale, sono strettamente correlate, e ogni intervento di programmazione deve tenere conto delle reciproche interrelazioni.
L'ICLEI, infatti, definisce lo sviluppo sostenibile come lo sviluppo che fornisce elementi ecologici, sociali e opportunità economiche a tutti gli abitanti di una comunità, senza creare una minaccia alla vitalità del sistema naturale, urbano e sociale che da queste opportunità dipendono. Nel 2001, l'UNESCO ha ampliato il concetto di sviluppo sostenibile indicando che « [...] la diversità culturale è necessaria per l'umanità quanto la biodiversità per la natura (...) la diversità culturale è una delle radici dello sviluppo inteso non solo come crescita economica, ma anche come un mezzo per condurre una esistenza più soddisfacente sul piano intellettuale, emozionale, morale e spirituale». (Art 1 e 3, Dichiarazione Universale sulla Diversità Culturale, UNESCO, 2001). In questa visione, la diversità culturale diventa il quarto pilastro dello sviluppo sostenibile, accanto al tradizionale equilibrio delle tre E.
Il rapporto Brundtland dal 1987 ha ispirato alcune importanti conferenze delle Nazioni Unite, documenti di programmazione economica e legislazioni nazionali e internazionali. Per favorire lo sviluppo sostenibile sono in atto molteplici attività ricollegabili sia alle politiche ambientali dei singoli Stati e delle organizzazioni sovranazionali sia a specifiche attività collegate ai vari settori dell'ambiente naturale. In particolare, il nuovo concetto di sviluppo sostenibile proposto dall'UNESCO ha contribuito a generare approcci multidisciplinari sia nelle iniziative politiche sia nella ricerca.

## Descrizione
Tale processo lega quindi, in un rapporto di interdipendenza, la tutela e la valorizzazione delle risorse naturali alla dimensione economica, sociale e istituzionale, al fine di soddisfare i bisogni delle attuali generazioni, evitando di compromettere la capacità delle future di soddisfare i propri.
In questo senso la "sostenibilità dello sviluppo" è incompatibile in primo luogo con il degrado del patrimonio e delle risorse naturali (che di fatto sono esauribili) ma anche con la violazione della dignità e della libertà umana, con la povertà e il declino economico, con il mancato riconoscimento dei diritti e delle pari opportunità. Il primo riferimento storico al concetto di sostenibilità "intergenerazionale" è contenuto nella costituzione pastorale Gaudium et spes pubblicata a conclusione del Concilio Vaticano II nel 1965.

### Definizione condivisa di sviluppo sostenibile
La definizione oggi ampiamente condivisa di sviluppo sostenibile è quella contenuta nel rapporto Brundtland, elaborato nel 1987 dalla Commissione mondiale sull'ambiente e lo sviluppo e che prende il nome dall'allora premier norvegese Gro Harlem Brundtland, che presiedeva tale commissione: 
Nel documento viene contestualmente enfatizzata la tutela dei bisogni di tutti gli individui, in un'ottica di legittimità universale ad aspirare a migliori condizioni di vita; così come viene sottolineata la necessità e l'importanza di una maggiore partecipazione dei cittadini, per attuare un processo effettivamente democratico che contribuisca alle scelte a livello internazionale:

### Le tre componenti della sostenibilità

Le dimensioni grandi della sostenibilità

Per questi motivi, la sostenibilità ruota attorno a tre componenti fondamentali:
- Sostenibilità economica: intesa come capacità di generare reddito e lavoro per il sostentamento della popolazione.
- Sostenibilità sociale: intesa come capacità di garantire condizioni di benessere umano (sicurezza, salute, istruzione, democrazia, partecipazione, giustizia.) equamente distribuite per classi e genere.
- Sostenibilità ambientale: intesa come capacità di mantenere qualità e riproducibilità delle risorse naturali.

L'area risultante dall'intersezione delle tre componenti, coincide idealmente con lo sviluppo sostenibile. Le intersezioni intermedie tra le componenti, dove vengono indicate le parole Vivibile, Equo, Realizzabile, si possono leggere come delle indicazioni di tipo operativo o di verifica. Ad esempio, se dovessimo analizzare una produzione artigianale, tipo di una falegnameria, lo schema potrebbe essere che, se all'interno del campo riguardante l'ambiente inseriamo la tutela delle materie prime e la conoscenza dell'origine del prodotto, e se nell'insieme riguardante l'aspetto sociale inseriamo la possibilità di beneficiare delle materie prime fino al loro utilizzo, allora nel campo intermedio ci potrebbe essere "semina della vegetazione, dedicata a parco e rinnovata negli anni". Se lo schema che stiamo analizzando è quello di un'attività di estrazione delle materie prime, dove ovviamente la parte economica riguarderà la massimizzazione della quantità estratta, la parte sociale, che tra le varie potrebbe comprendere l'insegnamento, l'uso della cava per motivi terzi, ecc, avrà una zona di equità, che considererà ad esempio l'utilizzo della cava per gite istruttive, la realizzazione di un museo/scuola, la pianificazione del modo di estrazione.

### Sostenibilità debole e sostenibilità forte
Si possono dunque individuare due diverse accezioni della sostenibilità: quella di tipo debole e quella forte, entrambe legate al concetto di sostenibilità delle risorse. Queste ultime infatti si distinguono in: capitale prodotto dall'uomo e capitale naturale. Nel primo rientrano chiaramente tutte le opere dell'ingegno umano mentre nel secondo, oltre alle risorse naturali (mari, fiumi, laghi, foreste, flora, fauna, territorio) intese in senso produttivo, come i prodotti agricoli, della caccia, della pesca, comprende anche le risorse naturali fruibili sotto altri punti di vista, quali la bellezza dei paesaggi, la biodiversità, il patrimonio artistico e culturale.
Secondo la visione dei fautori della sostenibilità debole, l'auspicabile modello di sviluppo dovrebbe garantire uno stock di risorse (umane e naturali) non decrescenti fino alla generazione successiva. Il che presuppone la piena sostituibilità di due tipi di capitale dal momento che, per mantenere costante nel tempo la somma tra capitale umano e capitale naturale, la diminuzione di uno dei due potrebbe essere compensata dall'aumento dell'altro. Tale teoria però appare facilmente confutabile dalla ben più affermata sostenibilità forte, che parte invece dal presupposto non della sostituibilità bensì della complementarità tra capitale umano e capitale naturale, per cui ciascuna componente dello stock va tenuta costante, poiché la produzione dell'uno dipende dalla disponibilità dell'altro.
Non è ammissibile perciò uno sfrenato utilizzo delle risorse naturali, in quanto esse non sono sostituibili come quelle umane, ma il loro depauperamento dà luogo al contrario e nella maggior parte dei casi a processi irreversibili (ad esempio l'estinzione di specie animali) o reversibili, ma solo in un lunghissimo periodo, non coincidente con i tempi umani (come il processo di rimboschimento di foreste). Un modello di sviluppo sostenibile perciò deve contemplare una politica di tutela e salvaguardia delle risorse naturali, che vanno gestite razionalmente contemperando l'esigenza di sviluppo socioeconomico con quella di rispetto dell'ecosistema.

### Sviluppo sostenibile e pianificazione ambientale
La pianificazione ambientale è un metodo di pianificazione che pone al centro della sua attenzione la compatibilità delle modifiche da apportare con le caratteristiche proprie dell'ambiente. Dunque, tale tipo di pianificazione si svolge nel rispetto e nella conservazione delle risorse naturali. La pianificazione ambientale è una pianificazione sostenibile perché valuta le peculiarità del territorio e vi costruisce in base a queste; infatti con questo metodo di pianificazione si decidono gli usi di un particolare ambiente in base alle sue caratteristiche e alla sua soglia di adattamento alle trasformazioni. La pianificazione ambientale nasce intorno alla metà degli anni sessanta e fra i suoi principali esponenti annovera Ian Mc Harg, che nel 1969 pubblicò uno dei testi chiave per la comprensione di questo tipo di pianificazione Design with Nature. Le linee guida della pianificazione ambientale sono:
- un approccio interdisciplinare alla pianificazione, cioè il compenetrarsi di tale disciplina con altri campi scientifici;
- l'utilizzo di tecniche atte all'analisi dell'ambiente e delle sue risorse;
- un ampio spettro d'azione, sia da un punto di vista spaziale sia temporale;
- la concezione dell'ambiente come sistema dinamico e la conseguente tutela dei suoi processi naturali.

Dunque, la pianificazione ambientale si rapporta con le altre discipline scientifiche affinché la sua azione sia più efficace. Inoltre, pur agendo sulla scala locale, utilizza come scenario d'azione quello planetario; tenendo conto che le modifiche apportate all'ambiente influiranno anche sulle generazioni future. Come detto sopra, uno dei maggiori esponenti della progettazione ambientale fu Ian Mc Harg.
Il metodo di Mc Harg consiste nel porre al centro della pianificazione i valori ambientali, cioè le caratteristiche e le dinamiche proprie dell'ambiente. In primo luogo, dunque, egli propone un "censimento delle risorse ambientali", che serve all'analisi delle caratteristiche naturali e antropiche dell'ambiente. Infatti, in base alle caratteristiche del territorio si determinano le attività che su di esso possono essere svolte. Una volta effettuato il censimento, si può suddividere il territorio in aree aventi le medesime caratteristiche. Per ogni area andranno poi determinate le resistenze alle trasformazioni, le attitudini allo svolgimento di particolari funzioni e la suscettibilità rispetto alle alterazioni subite. Infatti, questi parametri dipendono strettamente dalle caratteristiche proprie dell'ambiente e per questo devono essere determinate in base a esse.
A questo punto si possono confrontare le trasformazioni che s'intendono apportare al territorio con le sue caratteristiche, la sua resistenza alle alterazioni e la sua suscettibilità rispetto a queste. Si redige dunque la "carta delle potenzialità", che è una sorta di linea guida per la stesura del piano urbanistico vero e proprio perché individua le attività che è opportuno svolgere sul territorio in esame e quelle che invece esso non può tollerare. In estrema sintesi, l'obiettivo di Mc Harg è di conciliare le azioni dell'uomo con la natura stessa, in modo che le trasformazioni a essa apportate non compromettano le sue dinamiche e le sue risorse.

### Sviluppo sostenibile e "acquisti verdi"
La Commissione europea ha in più occasioni sottolineato il ruolo che, in funzione di strategie per il consumo e la produzione sostenibili, è ricoperto dal cosiddetto Green Public Procurement (GPP) (in italiano Acquisti verdi della Pubblica amministrazione): quando si parla di GPP si fa riferimento all'adozione di criteri ambientali nelle procedure d'acquisto delle P.A, con l'obiettivo di ridurre l'impatto ambientale delle attività e promuovere la diffusione di tecnologie rispettose dell'ambiente. In particolare, nel luglio del 2008, la Commissione europea ha proposto che gli Stati Membri raggiungano entro il 2010 una quota di diffusione del GPP del 50%, tramite l'adozione di criteri ambientali comuni nelle procedure d'acquisto per beni e servizi prioritari.

### Strumenti per l'attuazione dello sviluppo sostenibile
Fra gli strumenti atti a garantire l'attuazione di uno sviluppo sostenibile, assumono un ruolo importante la VIA e la VAS:
- la VAS, Valutazione ambientale strategica, serve a valutare la sostenibilità delle previsioni inserite nei piani e nei progetti urbanistici.
- la VIA, Valutazione di impatto ambientale, riguarda la valutazione dei probabili effetti sull'ambiente di uno specifico progetto.

L'obiettivo della VAS è di integrare considerazioni di tipo ambientale all'elaborazione del piano urbanistico, in modo da garantire l'adozione di uno sviluppo sostenibile all'interno del piano stesso. Di fatto la procedura VAS valuta in primo luogo quali piani ricadano nel suo ambito di competenza; poi stabilisce le indagini da eseguire ai fini della valutazione, raccogliendo le conoscenze utili a tali fini e definisce i probabili impatti ambientali. La procedura si basa, inoltre, sul confronto col pubblico e sull'interazione con i soggetti proponenti. Infine, essa prevede il monitoraggio degli effetti del piano o del progetto anche dopo l'effettiva adozione.
L'applicazione della VAS riguarda i piani urbanistici concernenti:
- i settori agricolo, forestale e della pesca;
- la pianificazione territoriale e la destinazione dei suoli;
- la gestione della qualità dell'aria;
- i settori energetico, industriale e dei trasporti;
- la gestione dei rifiuti e dell'acqua;
- le telecomunicazioni e il turismo.

In definitiva, la VAS rappresenta una parte integrante del procedimento di approvazione dei piani e dei programmi ed è per questi ultimi un elemento valutativo e di monitoraggio, la VIA invece fornisce ai soggetti decisori gli elementi per valutare l'impatto ambientale di specifici interventi.

Quest'ultima è dunque uno strumento atto a individuare gli effetti di un progetto su diverse componenti ambientali, quali ad esempio l'acqua, l'aria, il suolo, la fauna, la flora e il paesaggio; nonché sul patrimonio culturale.
Gli obiettivi della VIA possono essere schematizzati nei seguenti punti:
- proteggere l'ambiente al fine di garantire una migliore qualità della vita;
- tutelare le specie e garantirne la sopravvivenza;
- proteggere la salute umana;
- preservare la capacità di riproduzione degli ecosistemi.

La VIA, inoltre, deve rispondere alle seguenti esigenze:
- fornire una pluralità di opzioni (previsionali, progettuali e localizzative), compresa quella di non intervento;
- consultare i soggetti interessati;
- essere trasparente e fornire informazioni chiare ed esaustive.

## Le tappe fondamentali a livello internazionale: da Stoccolma a Johannesburg

### 1972, Conferenza di Stoccolma sull'Ambiente Umano
L'inizio del percorso culturale, politico e sociale relativo allo sviluppo sostenibile, si può far coincidere con la Conferenza ONU sull'Ambiente Umano tenutasi a Stoccolma nel 1972: si afferma l'opportunità di intraprendere azioni tenendo conto non soltanto degli obiettivi di pace e di sviluppo socioeconomico del mondo, per i quali «la protezione e il miglioramento dell'ambiente è una questione di capitale importanza», ma anche avendo come «obiettivo imperativo» dell'umanità «difendere e migliorare l'ambiente per le generazioni presenti e future».

### IUCN 1980, Strategia Mondiale per la Conservazione
Nel 1980 IUCN –International Union for Conservation of Nature elabora il documento Strategia Mondiale per la Conservazione nel quale si delineano i seguenti obiettivi:
- mantenimento dei processi ecologici essenziali;
- salvaguardia e conservazione della diversità genetica nel mondo animale e vegetale;
- utilizzo sostenibile degli ecosistemi.

### Commissione Mondiale su Sviluppo e Ambiente 1983 e Rapporto Brundtland 1987
Nel 1983 viene istituita dall'ONU la "Commissione Mondiale su Sviluppo e Ambiente", presieduta dalla premier norvegese del tempo Gro Harlem Brundtland, la quale elabora il rapporto Brundtland, a cui dobbiamo l'attuale condivisa definizione di sviluppo sostenibile.

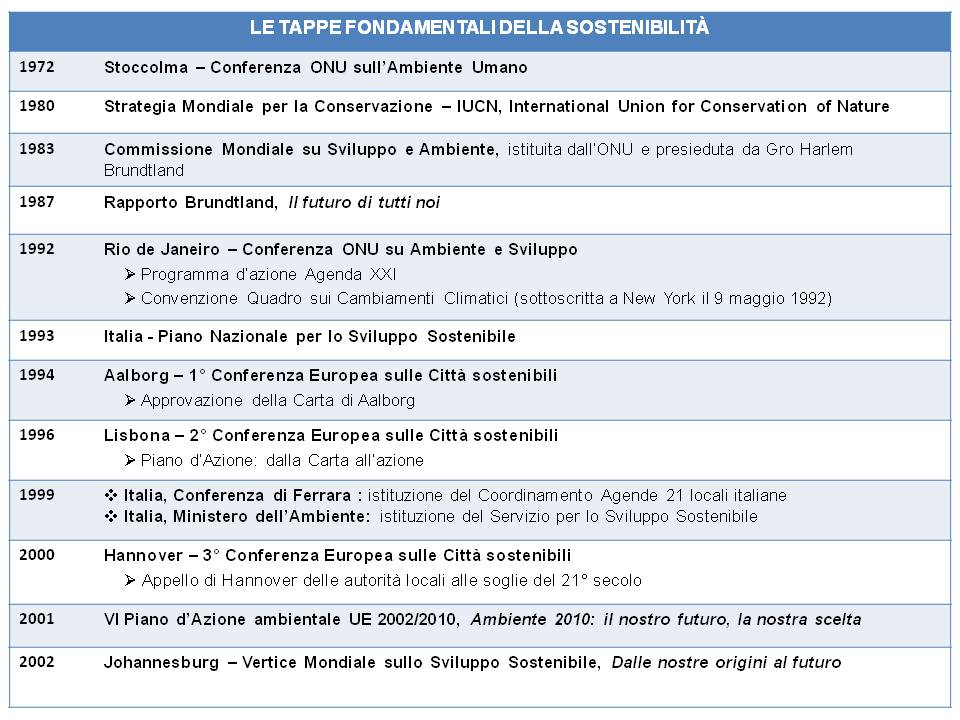
Tappe fondamentali dello sviluppo sostenibile

### Rio de Janeiro 1992, Summit della Terra
Nel 1992 a Rio de Janeiro si tiene la Conferenza ONU su Ambiente e Sviluppo, nella quale vengono confermati i contenuti della Dichiarazione della Conferenza ONU di Stoccolma del 1972 « [...] cercando di considerarla come base per un ulteriore ampliamento». Si pone l'accento su temi quali:
- il diritto allo sviluppo per un equo soddisfacimento dei bisogni sia delle generazioni presenti sia di quelle future;
- la tutela ambientale non separata ma parte integrante del processo di sviluppo;
- la partecipazione dei cittadini, a vari livelli, per affrontare i problemi ambientali. Quindi la possibilità di accedere alle informazioni riguardanti l'ambiente, che gli Stati dovranno rendere disponibili, e di partecipare ai processi decisionali;
- il principio del "chi inquina paga" per scoraggiare gli sprechi, stimolare la ricerca e l'innovazione tecnologica al fine di attuare processi produttivi che minimizzino l'uso di materie prime.

Dalla Conferenza di Rio de Janeiro scaturiscono due iniziative di rilievo:

#### Programma d'azione Agenda 21
Ampio e articolato, costituisce una sorta di manuale per lo sviluppo sostenibile del pianeta "da qui al XXI secolo". È un documento di 800 pagine che parte dalla premessa che le società umane non possono continuare nella strada finora percorsa aumentando il divario economico tra le varie nazioni e tra gli strati di popolazione all'interno delle nazioni stesse, incrementando così povertà, fame, malattia e analfabetismo e causando il continuo deterioramento degli ecosistemi dai quali dipende il mantenimento della vita sul pianeta.

#### Convenzione quadro delle Nazioni Unite sui cambiamenti climatici
Sottoscritta a New York il 9 maggio 1992 è il primo strumento legale vincolante sui cambiamenti climatici, avente come obiettivo la stabilizzazione delle concentrazioni in atmosfera dei gas serra derivanti dalle attività umane, al fine di prevenire effetti pericolosi.
Lo strumento attuativo della Convenzione è il Protocollo di Kyoto, che verrà sottoscritto nel 1997.

### Italia 1993, Piano Nazionale per lo Sviluppo Sostenibile
Nel 1993 viene messo a punto, dal Ministero dell'Ambiente, il Piano Nazionale per lo Sviluppo Sostenibile per l'attuazione dell'Agenda 21, approvato dal CIPE il 28 dicembre, « [...] per realizzare uno sviluppo compatibile con la salvaguardia dell'ambiente».

### Aalborg 1994, 1ª Conferenza Europea sulle Città Sostenibili
Nel 1994 ad Aalborg si tiene la "1ª Conferenza Europea sulle Città Sostenibili", dove viene approvata dai partecipanti la Carta di Aalborg, Carta delle città europee per uno sviluppo durevole e sostenibile: un impegno delle « [...] città e regioni europee ad attuare l'Agenda 21 a livello locale e ad elaborare piani d'azione a lungo termine per uno sviluppo durevole e sostenibile, nonché ad avviare la campagna per uno sviluppo durevole e sostenibile delle città europee».

### Lisbona 1996, 2ª Conferenza Europea sulle Città Sostenibili
Nel 1996 a Lisbona si tiene la "2ª Conferenza Europea sulle Città Sostenibili", dove viene approvato dai partecipanti il Piano d'azione di Lisbona: dalla Carta all'azione: una valutazione dei progressi fatti dalla 1ª Conferenza di Aalborg e la discussione sull'avvio e l'impegno nel processo di attivazione di una «Local Agenda 21 e sull'attuazione del locale piano di sostenibilità».

### Hannover 2000, 3ª Conferenza Europea sulle Città Sostenibili
Nel 2000 ad Hannover si tiene la "3ª Conferenza Europea sulle Città Sostenibili" dove viene elaborato l'Appello di Hannover delle autorità locali alle soglie del XXI secolo: un « [...] bilancio sui risultati conseguiti nel fare diventare le nostre città e comuni sostenibili, nonché per concordare una linea d'azione comune alle soglie del XXI secolo» e, quindi, un impegno per il proseguimento nell'azione di Agenda 21 Locale.

### New York 2000, Millennium Summit
Gli Stati membri dell'ONU adottano all'unanimità la Dichiarazione del Millennio al Summit del Millennio presso la sede dell'ONU a New York. Il Summit ha portato all'elaborazione di otto Obiettivi di Sviluppo del Millennio (Millennium Development Goals, MDGs) per ridurre la povertà estrema entro il 2015.

### Unione Europea 2001, VI Piano d'Azione Ambientale 2002/2010
1. Natura e biodiversità
2. Ambiente e salute
3. Uso sostenibile delle risorse naturali e gestione dei rifiuti.

### Johannesburg 2002, Vertice Mondiale sullo Sviluppo Sostenibile
Nel 2002 a Johannesburg si tiene il "Vertice Mondiale sullo Sviluppo Sostenibile" in cui le novità sono sostanzialmente le seguenti:
- la crescita economica non è la base dello sviluppo;
- è opportuno distinguere tra crescita e sviluppo;
- nella piramide dei valori, il pilastro sociale è al vertice dei pilastri economico e ambientale; comunque nessuno dei pilastri potrà essere considerato a sé stante;
- è prioritario lo sviluppo rispetto alla crescita economica;
- è necessario valutare i costi sociali e ambientali delle politiche.

### Aalborg +10 e gli Aalborg Commitments 2004
Nel giugno 2004 ad Aalborg ha luogo la Quarta Conferenza Europea delle città sostenibili (detta "Aalborg + 10"); in essa 110 comuni, appartenenti a 46 paesi diversi, confermano una visione comune per un futuro urbano sostenibile. La Conferenza è stata l'occasione per effettuare una riflessione su dieci anni (Aalborg 1994) d'impegno per la realizzazione di azioni locali per la sostenibilità, necessaria per fissare nuovi traguardi e assumere impegni più definiti. In particolare è stata individuata la necessità di fissare target qualitativi e quantitativi per l'implementazione dei principi di sostenibilità. La visione si concretizza nei cosiddetti Commitments Aalborg +10, una serie d'impegni condivisi finalizzati a tradurre la visione comune in azioni concrete a livello locale.I Commitments sono uno strumento flessibile e adattabile alle singole situazioni locali. I governi locali che vi aderiscono avviano un percorso di individuazione degli obbiettivi, che coinvolge gli stakeholders locali e che si integra con l'Agenda 21 Locale o con altri piani d'azione sulla sostenibilità.
Con la sottoscrizione degli Aalborg, gli enti si impegnano a:
1. produrre un'analisi integrata sulla base degli Aalborg Commitments, entro 12 mesi dalla sottoscrizione, che definisca i target per ogni punto del documento su progetti e iniziative in corso;
2. istituire un processo locale condiviso per l'individuazione degli obiettivi che aggreghi l'Agenda 21 Locale e altri piani;
3. stabilire specifici obbiettivi locali entro 24 mesi dalla data della firma, fissando scadenze temporali per verificare i progressi compiuti rispetto agli impegni presi;
4. effettuare una verifica periodica dei nostri risultati relativamente agli Aalborg Commitments e renderla disponibile ai cittadini;
5. diffondere regolarmente informazioni sugli obiettivi e i relativi progressi.

### Rio de Janeiro 2012, Conferenza delle Nazioni Unite sullo sviluppo sostenibile (Rio +20)
Nel giugno 2012, gli Stati membri dell'ONU hanno adottato il documento "The Future We Want" (Il futuro che vogliamo) che ha lanciato un processo per sviluppare una serie di obiettivi di sviluppo sostenibile (Sustainable Development Goals, SDGs) che si basano sugli MDGs. Viene inoltre deciso di istituire il Forum politico di alto livello sullo sviluppo sostenibile (High-level Political Forum on Sustainable Development, HLPF) come la piattaforma centrale delle Nazioni Unite per il monitoraggio e la revisione degli SDGs.

### New York 2015, Summit delle Nazioni Unite sullo sviluppo sostenibile
Nel settembre 2015, l'Agenda 2030 per lo sviluppo sostenibile è stata adottata al Vertice delle Nazioni Unite sullo sviluppo sostenibile. L'Agenda 2030 contiene 17 Obiettivi di Sviluppo Sostenibile e 169 target che devono essere raggiunti entro il 2030. Si basano sugli Obiettivi di Sviluppo del Millennio e cercano di completare ciò che questi non hanno raggiunto. Gli SDGs comprendono le dimensioni economiche, sociali e ambientali dello sviluppo sostenibile.

## Educare allo sviluppo sostenibile: il DESS
L'Assemblea Generale delle Nazioni Unite ha proclamato il "DESS-Decennio dell'Educazione allo Sviluppo Sostenibile" per il periodo 2005-2014, affidando all'UNESCO il compito di coordinarne e promuoverne le attività. Tale iniziativa trova origine nel Vertice Mondiale sullo Sviluppo Sostenibile di Johannesburg del 2002.

### Finalità del DESS
Sensibilizzare i governi e le società civili di tutto il mondo verso «la necessità di un futuro più equo ed armonioso, rispettoso del prossimo e delle risorse del pianeta, valorizzando il ruolo che in tale percorso è rivestito dall'educazione» da intendersi «in senso ampio, come istruzione, formazione, informazione e sensibilizzazione», declinabile quindi non solo in educazione scolastica ma anche in campagne informative, formazione professionale, attività del tempo libero, messaggi dei media e del mondo artistico e culturale.

### Cosa s'intende per "cultura della sostenibilità"?
«Una cultura basata su una prospettiva di sviluppo durevole di cui possano beneficiare tutte le popolazioni del pianeta, presenti e future, e in cui le tutele di natura sociale, quali la lotta alla povertà, i diritti umani, la salute vanno a integrarsi con le esigenze di conservazione delle risorse naturali e degli ecosistemi trovando sostegno reciproco.»

### L'importanza dell'educazione
Si caratterizza per i seguenti elementi:
- "interdisciplinarità", cioè inserimento nell'intero programma didattico;
- "acquisizione di valori" alla base dello sviluppo sostenibile;
- "sviluppo del pensiero critico e ricerca della risoluzione dei problemi", coadiuvando la formazione di un individuo consapevole e in grado di rispondere, con strumenti concreti, alle sfide e ai problemi posti dallo sviluppo sostenibile;
- "molteplicità di metodologie didattiche" che siano il più possibile innovative, stimolanti, interattive: esperienze pratiche, attività all'aria aperta, giochi, utilizzo di materiali multimediali, artistici, quali strumenti di supporto per un'educazione di qualità;
- "decisioni condivise e partecipate", stimolando la partecipazione attiva dei discenti nella pratica e nella programmazione dell'apprendimento;
- "importanza del contesto locale", con riferimento alle problematiche locali, inserite in un contesto globale.

## Misure di attuazione

### Il protocollo di Kyōto
L'11 dicembre 1997 viene sottoscritto il Protocollo di Kyōto, strumento attuativo della Convenzione Quadro delle Nazioni Unite sui Cambiamenti Climatici, a sua volta sottoscritta a New York il 9 maggio 1992 e scaturita nello stesso anno a Rio de Janeiro. Entrato in vigore il 16 febbraio 2005, impegna 169 nazioni del mondo a ridurre, per il periodo 2008-2012, il totale delle emissioni di gas serra almeno del 5% rispetto ai livelli del 1990 (preso come anno di riferimento), al fine di rimediare ai cambiamenti climatici in atto. Grandi assenti gli Stati Uniti, primi produttori di gas a effetto serra nel mondo, che non lo hanno ratificato. Per raggiungere gli obiettivi prefissati, le azioni devono essere finalizzate in particolare a:
- sostituire le fonti energetiche non rinnovabili con fonti energetiche rinnovabili;
- ridurre l'uso di combustibili fossili;
- aumentare l'efficienza energetica;
- ridurre i consumi energetici;
- ridurre la deforestazione.

### ISO 26000: Responsabilità sociale e sviluppo sostenibile
A novembre 2010 si è pubblicata la norma ISO 26000 Guida sulla responsabilità sociale che intende fornire una guida mirata a responsabilizzare tutti i tipi di organizzazioni sull'impatto delle loro attività sulla società e sull'ambiente, affinché tali attività siano condotte in una modalità che, in accordo con le leggi applicabili, sia basata su un comportamento etico e sia consistente con gli interessi della società e di uno sviluppo sostenibile.

### ISO 9004: Qualità verso la sostenibilità
L'evoluzione dei modelli organizzativi stanno recependo con forte attenzione il tema dello sviluppo sostenibile. La nuova revisione della norma ISO 9004, da decenni di riferimento internazionale per i Sistemi di gestione per la qualità in ambito aziendale e non, da Linea guida per il miglioramento delle prestazioni (nella revisione 2000) sarà intitolata Managing for sustainability (nella revisione prevista per gennaio 2009) proprio con l'intenzione di fornire alle organizzazioni una linea guida per conseguire un successo sostenibile. 
Nella stessa norma vien proposta la definizione di "sostenibile" come «capacità di un'organizzazione o di un'attività di mantenere e sviluppare le proprie prestazioni nel lungo periodo» attraverso un bilanciamento degli interessi economico-finanziari con quelli ambientali.

### Direttiva 2010/31/UE sulla prestazione energetica nell'edilizia
Il 18 giugno 2010 è stata pubblicata sulla gazzetta ufficiale dell'Unione Europea la nuova direttiva sulla prestazione energetica nell'edilizia.
Nell'articolo 1 si legge: «la presente direttiva promuove il miglioramento della prestazione energetica degli edifici all'interno dell'Unione, tenendo conto delle condizioni locali e climatiche esterne, nonché delle prescrizioni relative al clima degli ambienti interni e all'efficacia sotto il profilo dei costi».
La direttiva, in vigore dal 9 luglio 2010, costituisce un notevole passo avanti nel raggiungimento dello sviluppo sostenibile; stabilendo, fra le altre cose, che dal 31 dicembre 2020 tutti gli edifici di nuova costruzione siano "edifici a energia quasi zero"; in particolare, quelli di proprietà di enti pubblici dovranno rispettare gli stessi criteri a partire dal 31/12/2018. Per "edificio a energia quasi zero" s'intende: "un edificio ad altissima prestazione energetica"; il cui «fabbisogno energetico molto basso o quasi nullo dovrebbe essere coperto in misura molto significativa da energia da fonti rinnovabili, compresa l'energia da fonti rinnovabili prodotta in loco o nelle vicinanze».
Le disposizioni della direttiva riguardano:
- la metodologia per il calcolo della prestazione energetica integrata degli edifici e delle unità immobiliari;
- l'applicazione di requisiti minimi alla prestazione energetica di edifici e unità immobiliari di nuova costruzione;
- i piani nazionali destinati ad aumentare il numero di edifici a energia quasi zero;
- la certificazione energetica degli edifici o delle unità immobiliari;
- l'ispezione periodica degli impianti di riscaldamento e condizionamento d'aria negli edifici;
- i sistemi di controllo indipendenti per gli attestati di prestazione energetica e i rapporti di ispezione.

### Direttiva 2014/95/UE relativa alla comunicazione di informazioni di carattere non finanziario
Il 22 ottobre 2014 L’Unione Europea ha approvato la Direttiva 2014/95/UE che obbliga le imprese e i gruppi di grandi dimensioni a comunicare informazioni di carattere non finanziario e informazioni sulla diversità. La Direttiva mira a rafforzare comportamenti responsabili e migliorare la trasparenza delle informazioni sociali, ambientali e di governance da parte delle imprese.
La Direttiva si applica dal 1º gennaio 2017 alle imprese di grandi dimensioni che hanno in media più di 500 dipendenti. Le aziende che sono soggette alla presente direttiva sono tenute a riportare le informazioni relative a questioni ambientali, sociali e relative ai dipendenti, al rispetto dei diritti umani e alla lotta contro la corruzione. Inoltre, le aziende sarebbero tenute a descrivere il loro modello di business, i risultati e i rischi delle politiche sui temi di cui sopra, e la politica di diversità nel campo della diversità del consiglio di amministrazione.
Direttiva 2022/2464/UE relativa alla rendicontazione di sostenibilità
La sostenibilità sta entrando sempre più nella vita quotidiana delle imprese. La moltitudine di iniziative di sostenibilità richiede una visione sempre più olistica, interdisciplinare e chiaramente orientata alla strategia, per evitare errori e quindi rischi per le aziende. Il greenwashing è solo una delle accuse che si leggono sempre più spesso nelle notizie e in altri rapporti. L'esempio della Corporate Sustainability Reporting Directive (CSRD) lo dimostra molto chiaramente. La CSRD impone a numerose società dell'UE di integrare i loro rapporti di gestione con una serie di argomenti ESG (ambientali, sociali, di governance) e di cifre chiave.  L'ambito di applicazione della CSRD non è nuovo, ma piuttosto un'estensione delle legislazioni precedenti. Secondo la CSRD, le società rientrano nell'ambito di applicazione della CSRD se soddisfano almeno due dei tre requisiti seguenti in due date di bilancio consecutive:
(1) Una media annuale di oltre 250 dipendenti,
(2) Più di 40 milioni di euro di vendite per anno solare o
(3) almeno un totale di bilancio pari a 20 milioni di euro.
In tutta Europa, il numero di aziende tenute alla rendicontazione sta aumentando da 11.600 a circa 49.000 società a causa della direttiva sulla rendicontazione non finanziaria (NFRD), di cui circa 15.000 solo in Germania.
Il legislatore europeo intende applicare la CSRD in modo scaglionato, a seconda delle dimensioni dell'azienda. Le società di interesse pubblico (che comprendono anche le società orientate al mercato dei capitali) con più di 500 dipendenti che sono già soggette all'obbligo di rendicontazione non finanziaria devono presentare una relazione sulla base della CSRD per l'esercizio finanziario 2024 - e quindi per la prima volta con una relazione nell'esercizio finanziario 2025. Per l'esercizio finanziario dal 1º gennaio 2025 - con rendicontazione iniziale nel 2026 - sono interessate tutte le grandi società di capitali e le società di persone in conformità con le leggi locali europee che attualmente non sono soggette all'obbligo di rendicontazione. Le PMI orientate al mercato dei capitali dovranno pubblicare le prime relazioni per l'esercizio 2026 nel 2027, a meno che non si avvalgano dell'opzione di rinvio all'esercizio 2028. Ciò significa che (solo) le microimprese e le PMI non orientate al mercato dei capitali restano esenti dagli obblighi di rendicontazione. In quanto linea guida, per avere un effetto vincolante deve essere prima implementata dai rispettivi legislatori nazionali. Il periodo di attuazione di 18 mesi termina il 6 luglio 2024.
La letteratura disponibile riconosce diversi aspetti positivi della CSRD. La CSRD non si limita ad affrontare la questione degli standard applicabili, ma tenta anche di risolvere la successiva questione del contenuto del reporting, in particolare delle aree tematiche. La CSRD impone obblighi di rendicontazione dettagliati per quanto riguarda il tema dell'ambiente.  Ad esempio, è necessario che le aziende analizzino l'impatto che le loro attività hanno sull'ambiente, sull'inquinamento dell'aria, dell'acqua e del suolo, nonché sulla biodiversità e sugli ecosistemi. La CSRD riconosce anche l'utilizzo delle risorse come un aspetto essenziale del reporting. È necessario riportare anche le misure che l'azienda intende adottare o ha già adottato a causa di questi impatti. Numerosi obblighi di rendicontazione riguardano anche gli aspetti sociali.  Di conseguenza, deve essere analizzato l'impatto sociale dell'azienda sia sulla propria forza lavoro che sull'utente finale o sul consumatore. Inoltre, si deve tenere conto dell'ambiente sociale e dei dipendenti della catena del valore. A questo proposito, anche le misure contro certi impatti dovrebbero essere incluse nel report.  La parte finale del reporting riguarda l'aspetto di governance dell'ESG. Ad esempio, le aziende sono tenute a valutare la loro struttura di compliance e altri comportamenti aziendali e a presentare strategie per affrontarli. Il report dovrebbe fornire un quadro della misura in cui le aziende monitorano gli aspetti della sostenibilità e li integrano nella loro attività quotidiana.
Interessanti questioni aperte sulla sua implementazione.
La direttiva pone numerose questioni in quanto la sua applicazione può portare ad un significativo aumento dei costi per le imprese obbligate a rendicontare. Questo è frutto di un bilanciamento di interessi, perché aumentare la trasparenza è un obbiettivo politico irrinunciabile, ma è anche necessario creare un sistema che sia sostenibile.
Le aziende hanno sicuramente bisogno di adottare la Green Transparency, ma non si può negare che nella sua applicazione numerose barriere sono presenti .
alcuni esempi sono : il concetto di doppia materialità , gli obbiezzivi indiretti della direttiva come il greenwashing.. etc
Alle aziende è stato richiesto di conformarsi alla Direttiva europea sul reporting di sostenibilità delle imprese (2022/2464/UE), poiché la mancata conformità potrebbe comportare pesanti sanzioni finanziarie e amministrative. Quindi da un lato questa direttiva dà alle aziende la possibilità di essere pioniere di un cambiamento positivo, dall'altra vi sono molte insidie che rischiano di compromettere l'intero obbiettivo della direttiva.

### L'importanza della manutenzione
La manutenzione può rappresentare una speranza per il futuro del mondo, stimolando i cittadini a conservare, a ridurre lo spreco, ad agire in sicurezza, a condurre un'esistenza sostenibile che renda vivibili le nostre città ed efficienti quanto virtuose le nostre fabbriche, nel rispetto dell'ambiente e della vita umana.
Nel rapporto di Donella Meadows per il Club di Roma (I Limiti dello sviluppo), circa quaranta anni fa, si osservò che « [...] la cultura del mantenimento è l'unica alternativa allo sviluppo incontrollato delle attività produttive che porterà al disastro l'umanità».

## Lo sviluppo sostenibile secondo la legge italiana
Il concetto di sviluppo sostenibile in Italia, alla luce del D.Lgs. 3 aprile 2006, n. 152, in materia "ambientale" con le modifiche apportate dal D.lgs 16 gennaio 2008, n. 4, è così definito:
Art. 3-quater (Principio dello sviluppo sostenibile)
1. Ogni attività umana giuridicamente rilevante ai sensi del presente codice deve conformarsi al principio dello sviluppo sostenibile, al fine di garantire all'uomo che il soddisfacimento dei bisogni delle generazioni attuali non possa compromettere la qualità della vita e le possibilità delle generazioni future.
2. Anche l'attività della pubblica amministrazione deve essere finalizzata a consentire la migliore attuazione possibile del principio dello sviluppo sostenibile, per cui nell'ambito della scelta comparativa di interessi pubblici e privati connotata da discrezionalità gli interessi alla tutela dell'ambiente e del patrimonio culturale devono essere oggetto di prioritaria considerazione.
3. Data la complessità delle relazioni e delle interferenze tra natura e attività umane, il principio dello sviluppo sostenibile deve consentire di individuare un equilibrato rapporto, nell'ambito delle risorse ereditate, tra quelle da risparmiare e quelle da trasmettere, affinché nell'ambito delle dinamiche della produzione e del consumo si inserisca altresì il principio di solidarietà per salvaguardare e per migliorare la qualità dell'ambiente anche futuro.
4. La risoluzione delle questioni che involgono aspetti ambientali deve essere cercata e trovata nella prospettiva di garanzia dello sviluppo sostenibile, in modo da salvaguardare il corretto funzionamento e l'evoluzione degli ecosistemi naturali dalle modificazioni negative che possono essere prodotte dalle attività umane.

### Sviluppo sostenibile e legalità
Un comportamento responsabile si traduce nel rispetto di un sistema di regole condiviso che orienta l'individuo verso comportamenti critici e razionali su molti aspetti del quotidiano: la gestione dei rifiuti, il rispetto di norme e principi del vivere comune, la tutela dell'ambiente, la salvaguardia e l'uso razionale delle risorse di un territorio, ecc. Lo sviluppo sostenibile, che si fonda proprio su questi aspetti, necessita prima di tutto di una presa di coscienza del cittadino che deve orientare il proprio vivere quotidiano verso comportamenti sostenibili nel tempo e fortemente orientati al rispetto delle regole. La mancanza di regole in un sistema di società civile o la difficoltà ad applicarle e farle rispettare può generare comportamenti illeciti, che spesso tendono ad attivare meccanismi di sviluppo non orientati al bene comune ma a tornaconti economici e di potere personali.
I crimini ambientali sono una delle aree di maggiore profitto nell'ambito della criminalità organizzata: in Italia il rapporto Ecomafia 2009 di Legambiente ha messo in evidenza come il 20% circa del fatturato mafioso faccia riferimento a delitti commessi nell'ambito ambientale. Se è vero che i crimini sono commessi da organizzazioni criminali è parimenti vero che tali crimini trovano la ragione d'essere come risposta a esigenze di un committente, che spesso opera secondo attività legalmente autorizzate (vd. Gestione dei rifiuti)
la Crisi dei rifiuti in Campania nel 2009, e più recentemente il caso dei relitti navali affondati nel Tirreno e imbottiti di sostanze nocive, mettono in evidenza la forte correlazione tra attività economica e rispetto delle regole: i rifiuti tossici, smaltiti illegalmente, hanno avuto origine da attività regolarmente autorizzate. Tale circostanza, rendendo sempre più centrale l'etica nelle scelte di chi produce, sottolinea quanto le azioni dell'individuo e il rispetto di regole condivise siano irrinunciabili per garantire gli equilibri ecologici e la sostenibilità dell'operato economico di una società civile.
Nel luglio 2009 il governo nazionale ha avviato un programma di sensibilizzazione rivolto alle scuole attraverso la sottoscrizione di una carta di intenti tra il Ministero dell'Ambiente e il Ministero della Pubblica Istruzione attraverso la realizzazione del programma "Scuola Ambiente Legalità"; il programma pone l'accento esattamente sulla correlazione tra questi due temi. La questione Legalità e Sostenibilità sono gli argomenti centrali attorno a cui ruota SoLeXP, il primo festival internazionale sulla legalità e la sostenibilità ambientale, organizzato in Sicilia nel luglio 2009.

### Il piano d'azione per la sostenibilità ambientale
In Italia il "Piano d'azione per la sostenibilità ambientale dei consumi della pubblica amministrazione" (PAN GPP),
previsto e finanziato tramite la legge 296 del 2006 e adottato con decreto interministeriale dell'11 aprile 2008 (G.U. n. 107 dell'8 maggio 2008), finalizzato alla massima diffusione del GPP presso gli enti pubblici, ha definito gli obiettivi ambientali strategici per il GPP in Italia:
1. efficienza e risparmio nell'uso delle risorse, in particolare dell'energia e conseguente riduzione delle emissioni di CO2;
2. riduzione dell'uso di sostanze pericolose;
3. riduzione quantitativa dei rifiuti prodotti.

## Critiche
Il concetto di Sviluppo sostenibile è aspramente criticato da Serge Latouche, Maurizio Pallante e dai movimenti facenti capo alla teoria della Decrescita. Essi ritengono impossibile pensare uno sviluppo economico basato sui continui incrementi di produzione di merci che sia anche in sintonia con la preservazione dell'ambiente. In particolare, ammoniscono sui comportamenti delle società occidentali che, seguendo l'ottica dello sviluppo sostenibile, si trovano ora di fronte al paradossale problema di dover consumare più del necessario pur di non scalfire la crescita dell'economia di mercato, con conseguenti numerosi problemi ambientali: sovrasfruttamento delle risorse naturali, aumento dei rifiuti, mercificazione dei beni.
Lo sviluppo sostenibile appare, quindi, come una contraddizione in termini; come suggerisce Latouche «si tratta al tempo stesso di un pleonasmo al livello della definizione e di un ossimoro al livello del contenuto. Pleonasmo perché lo sviluppo è già una "crescita autosostenuta", secondo Walt Rostow, il grande ideologo del concetto. Ossimoro, perché lo sviluppo non è né sostenibile né durevole», quindi non più applicabile a un modello economico destinato a durare nel tempo.